# Welcome to Jamrock
Welcome to Jamrock to wydany w 2005 roku album Damiana Marleya.

## Lista utworów
1. "Confrontation"
2. 'There for You"
3. "Welcome to Jamrock"
4. "The Master Has Come Back"
5. "All Night" (feat. Stephen Marley)
6. "Beautiful" (feat. Bobby Brown)
7. "Pimpa's Paradise" (feat. Stephen Marley & Black Thought)
8. "Move!"
9. "For the Babies" (feat. Stephen Marley)
10. "Hey Girl" (feat. Stephen Marley & Rovleta Fraser)
11. "Road to Zion" (feat. Nas)
12. "We're Gonna Make It"
13. "In 2 Deep"
14. "Khaki Suit" (feat. Bounty Killer & Eek-A-Mouse)
15. "Carnal Mind" (feat. Chew Stick) (utwór bonusowy)

## Sample
- "Road to Zion" – sample z utworu "Russian Lullaby" który wykonuje Ella Fitzgerald
- "Move!" – sample z utworu "Exodus", który wykonuje  Bob Marley & The Wailers
- "Welcome to Jamrock" – sample z utworu "World a Music", który wykonuje ini Kamoze